# Campeonato Uruguaio de Futebol de 1901
O Campeonato Uruguaio de Futebol de 1901 consistiu em uma competição com dois turnos, no sistema de todos contra todos. O campeão foi o CURCC, que conquistou o torneio de forma invicta.

## Classificação[2]
| Pos | Equipe           | Pts | J | V | E | D | GP | GC | SG  |
| --- | ---------------- | --- | - | - | - | - | -- | -- | --- |
| 1°  | C.U.R.C.C.       | 15  | 8 | 7 | 1 | 0 | 30 | 4  | 26  |
| 2°  | Nacional         | 12  | 8 | 5 | 2 | 1 | 15 | 8  | 7   |
| 3°  | Uruguay Athletic | 7   | 8 | 3 | 1 | 4 | 11 | 16 | -5  |
| 4°  | Deutscher        | 3   | 8 | 1 | 1 | 6 | 5  | 19 | -14 |
| 5°  | Albion           | 3   | 8 | 1 | 1 | 6 | 3  | 17 | -14 |

| Campeonato Uruguaio de 1901 |
| --------------------------- |
| CURCC Campeão (2º título)   |